# Albert Hachez
 (février 2014).
Si vous disposez d'ouvrages ou d'articles de référence ou si vous connaissez des sites web de qualité traitant du thème abordé ici, merci de compléter l'article en donnant les références utiles à sa vérifiabilité et en les liant à la section « Notes et références ».
Albert Hachez, né à Saintes (Belgique) le 27 janvier 1917 et mort à Woluwe-Saint-Lambert le 3 mai 2002, est un patriote et grande figure de la résistance belge durant la Seconde Guerre mondiale.
« … le devoir impérieux de perpétuer les noms des héros et des martyrs pour une postérité trop souvent oublieuse et ingrate …" »

## Biographie
En 1936, il s'inscrit à la Faculté de droit de l'Université catholique de Louvain pour obtenir son diplôme de Docteur en droit. Il se spécialise en droit commercial, civil et en législation industrielle. Très engagé, il est secrétaire de L'Ergot, journal de la Fédération wallonne des étudiants de Louvain (1938-39).
Avant la guerre, déjà sous le pseudonyme d’Aristide, il tient une chronique dans le journal namurois Vers l'Avenir. Il y rencontre sa future épouse, Hélène, la fille de René Delforge, premier directeur du journal et sœur de Marc Delforge, le directeur de l'époque. 
En octobre 1939, il obtient un poste au service contentieux de la Banque de Bruxelles.
Durant la Seconde Guerre mondiale, très tôt après la capitulation de la Belgique, il prend une part active dans la Résistance. Présenté par son beau-frère Marc Delforge, il intègre le service de renseignement Zéro et crée à Namur une secteur de Zéro, participe à des opérations d'évacuation d'hommes et met aussi son talent journalistique au service de son pays en s'impliquant dans la rédaction du journal clandestin La Libre Belgique. 
À 25 ans, il devient le troisième chef du Service de renseignement Zéro succédant à William Ugeux en juin 1942. Ses noms de code sont "Casimir" et "Aristide". Il renforce la sécurité, le mot d'ordre est « Motus et bouche cousue ». Il change les bureaux du service au moins par deux fois, intensifie les échanges d'informations avec La Libre Belgique en gardant de bons contact avec Mathieu De Jonge, alors directeur du journal. Il reçoit de Londres l’ordre de mission qui charge le colonel Jules Bastin de regrouper, sous une direction unique, toutes les forces armées clandestines et d’en prendre le commandement (janvier 1943). 
En juin 1943, se sentant grillé, il obtient l'autorisation de Londres de se replier vers La France et rejoint l'Angleterre passant ainsi le flambeau du SRZ à Maxime Van Praag.
En août 1943, il est rattaché en même temps que Marc Delforge au cabinet du Ministre de la justice et de l'information Antoine Delfosse. Théo Fleischman, directeur de Radio Londres, recourant régulièrement à l'aide de Hachez lui demande de lire ses notes pour la radio. Celui-ci, après quelques mois, lui propose un poste au Congo et Albert Hachez devient de février 1944 à mars 1945 le rédacteur en chef francophone de la Radio nationale belge à Léopoldville.
Après la Libération, il accomplit une brillante carrière qui le conduit au sommet de la hiérarchie de la Banque Bruxelles Lambert.

## Sources bibliographiques
- Livre d’Or de la Résistance Belge, Éditions Leclercq, Bruxelles, 1948
- Yaëlle Van Crombrugge, Les espions Zéro dans l'ombre du pouvoir 1940-1944, Racine, 2013